# Заостровка
Заостровка — микрорайон в составе Дзержинского района Перми. Включает в себя два бывших посёлка: Заостровку и Усть-Мулянку.

## История
Заостровка впервые упоминается в переписи Елизарова в 1647 году. Усть-Мулянка появилась рядом с Пермью в конце XVIII века. Также на территории Заостровки ранее располагались Скандаловка и Демидовские печи. Усть-Мулянка до Октябрьской революции принадлежала княгине Бутера ди Ридали и князю Голицину. В 1920-е годы в Заостровке было 37 дворов и проживало 155 жителей. В 1926 году дворов было уже 55, а жителей 445 человек. В начале 1930-х годов начали застраиваться улицы Маяковского, 1-я и 2-я Колхозная и другие. К началу 1960-х годов посёлок Заостровка фактически слился с Пермью. В 1950-х годах в микрорайоне был построен грузовой порт Пермь.

## Инфраструктура
По паспорту 2000 года микрорайон Заостровка включает 26 улиц, 46 муниципальных, 10 ведомственных, 314 частных домов и 1 ЖСК.